# 小行星1064
小行星1064（1064 Aethusa）是一颗环绕太阳运行的小行星。最初的编号是1926 RA，其直径为19千米。
該小行星以擬芫荽命名。